# ファルサロスのメノン2世
メノン（希：Mενων, ラテン文字転記：Menon、？-紀元前5世紀）はファルサロスの将軍である。
ペロポネソス戦争においてテッサリア騎兵（ラリサ、ファルサロス、クランノン、ピュラソス、ギュルトン、フェライからの軍より成る）がアテナイへの援軍としてアテナイへと送られ、メノンはその指揮官の一人であり、同僚の指揮官にはラリサのポリュメデスとアリストヌスがいた。紀元前431年にアテナイ・テッサリア連合軍はボイオティアとアッティカの国境地帯のプリュギア（小アジアのプリュギアではない）でボイオティア騎兵と戦った。この時アテナイ・テッサリア連合軍は敗れたが、少数の損害を出したのみだった。

## 註
1. ↑  トゥキュディデス, II. 22